# 蘇我倉麻呂
蘇我 倉麻呂（そが の くらまろ）は、飛鳥時代の豪族。名を雄当（おまさ）ともいう。蘇我馬子の子。子に石川麻呂、連子、日向、赤兄、果安がいる。
『日本書紀』巻第二十三の舒明天皇即位前紀によると、皇位継承問題での群臣合議の際、田村皇子（舒明天皇）を推す者と山背大兄王を推す者とに分かれた。しかし、倉麻呂はただ一人意見を保留した。
倉麻呂の子の倉山田石川麻呂は名に「倉」を冠し、また連子、赤兄が「蔵大臣」と称されたとされている。倉麻呂から始まる蘇我氏の系統は「蘇我倉氏」と呼ばれることがある。